# ALSOK東京
ALSOK東京株式会社（アルソックとうきょう）は、日本の警備会社。ALSOKの連盟会社である。

## 概要
東京都内における常駐警備を受け持つ連盟会社として綜合警備保障により1972年6月に設立。同じ連盟会社であるALSOK埼玉はALSOK東京から独立した会社である。
近年では綜合警備保障の下請けだけでなく、独自の契約先開拓に注力している。
2015年7月13日に東京綜合警備保障株式会社から商号変更した。

## 取引先
- テレビ朝日、テレビ東京、東京オペラシティ、東京スカイツリー  - 常駐警備業務を受託。
- 三菱東京UFJ銀行 - 警備輸送業務を受託。